# Anguirus

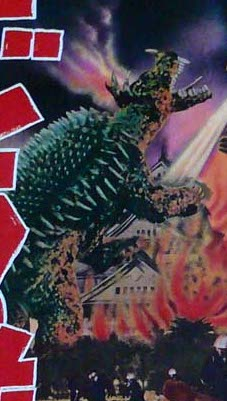
Anguirus (1955)

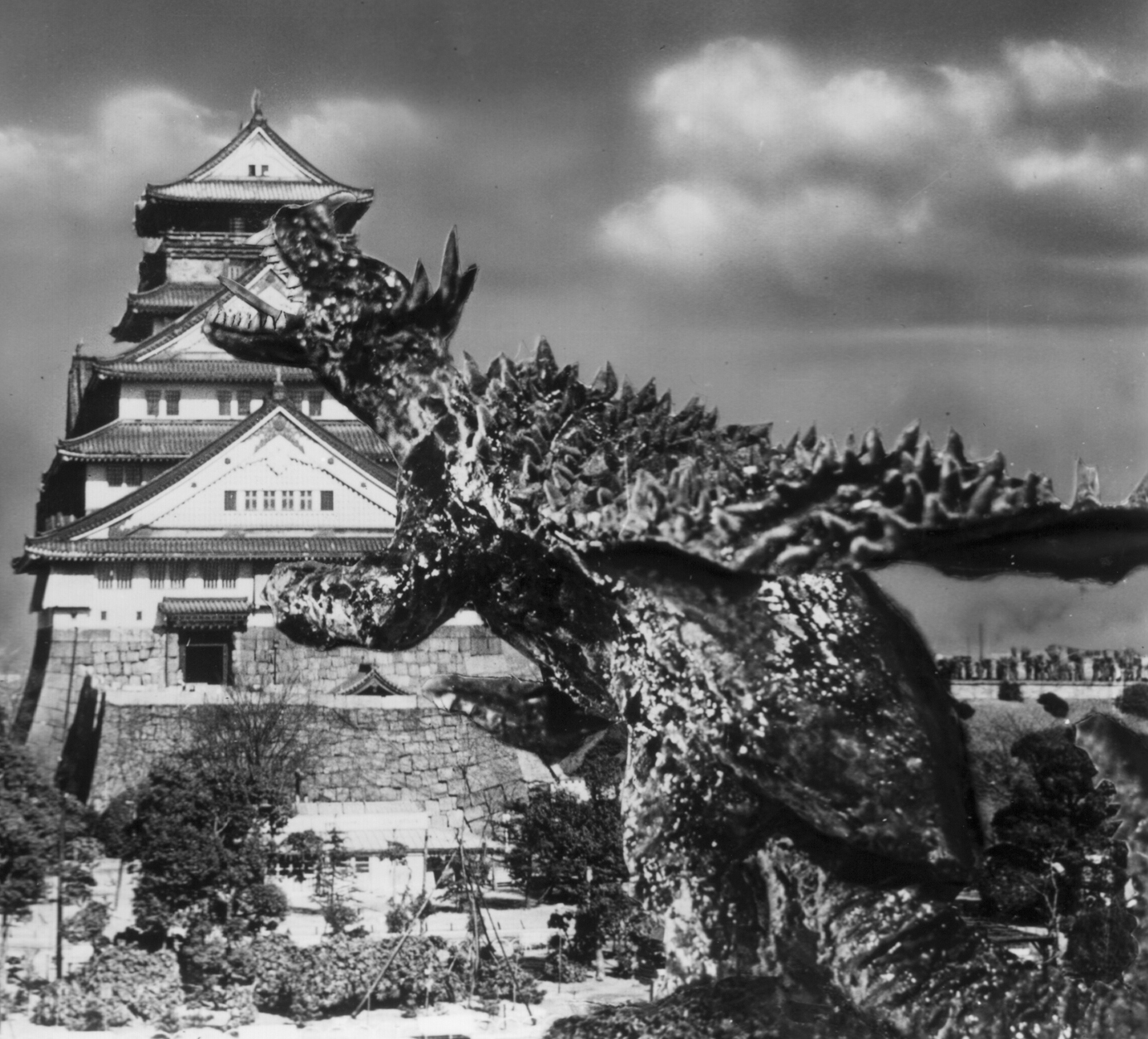
Anguirus (1955)

Anguirus est un kaiju apparu en 1955 dans le film Le Retour de Godzilla (Gojira no gyakushû). Il est le deuxième monstre à avoir été créé par la société Tôhô, un an après Godzilla. Il est d'ailleurs le premier monstre à affronter Godzilla.

## Liste des apparitions

### Films
- 1955 : Le Retour de Godzilla (Gojira no gyakushû), de Motoyoshi Oda
- 1968 : Les envahisseurs attaquent (Kaijû sôshingeki), de Ishirô Honda
- 1972 : Godzilla vs Gigan (Chikyû kogeki meirei: Gojira tai Gaigan), de Jun Fukuda
- 1973 : Godzilla vs Megalon (Gojira tai Megaro), de Jun Fukuda
- 1974 : Godzilla contre Mecanik Monster (Gojira tai Mekagojira), de Jun Fukuda
- 2004 : Godzilla: Final Wars (Gojira: Fainaru uôzu), de Ryuhei Kitamura

### Télévision
- Godzilla Island (1997-1998)

### Jeux vidéo
- Godzilla / Godzilla-Kun: Kaijuu Daikessen (Game Boy - 1990)
- Battle Soccer: Field no Hasha (SNES - 1992)
- Kaijū-ō Godzilla / King of the Monsters, Godzilla (Game Boy - 1993)
- Godzilla: Battle Legends (Turbo Duo - 1993)
- Godzilla: Monster War / Godzilla: Destroy All Monsters (Super Famicom - 1994)
- Godzilla Giant Monster March (Game Gear - 1995)
- Godzilla Trading Battle (PlayStation - 1998)
- Godzilla: Destroy All Monsters Melee (GCN, Xbox - 2002/2003)
- Godzilla: Domination! (GBA - 2002)
- Godzilla: Save the Earth (Xbox, PS2 - 2004)
- Godzilla: Unleashed (Wii, PS2 - 2007)
- Godzilla Unleashed: Double Smash (NDS - 2007)
- Godzilla (PS3, PS4 - 2014)

## Relation avec Godzilla
Il est le premier monstre rencontré par Godzilla. D'abord son ennemi, il devient par la suite un de ses alliés.